# 切爾沃內斯泰普 (卡利尼夫卡市鎮)
49°34′13″N 28°42′47″E / 49.57028°N 28.71306°E
切爾沃内斯泰普（羅馬化：Chervonyi Step）是烏克蘭的村落，位於該國西南部文尼察州，由赫米利尼克區卡利尼夫卡市鎮負責管轄，面積0.77平方公里，海拔高度297米，2001年人口516，人口密度每平方公里669.26人。